# Santa Fe (Granada)
Santa Fe è un comune spagnolo di 15 105 abitanti situato nella comunità autonoma dell'Andalusia.

## Geografia fisica
Il comune è attraversato dal fiume Genil.

## Monumenti e luoghi d'interesse
- Chiesa di Nostra Signora dell'Incarnazione, edificio in stile neoclassico risalente al secolo XVIII, disegnata dall'architetto Ventura Rodríguez e realizzata dall'architetto Domingo Lois Monteagudo, della Real Academia de Bellas Artes de San Fernando di Madrid.
- Las puertas, tre delle quattro porte che si aprivano nella mura della città: quella di Jaén, quella di Granada e quella di Siviglia; la quarta, quella di Jerez, è stata ricostruita nel 1950.
- Ermita del Cristo de la Salud, cappella risalente al 1498.
- Municipio, edificio in stile neomudéjar, risalente al 1931.
- Edificio del Posito, esempio tipico di fabbricato del periodo del regno di Carlo III di Spagna, fu costruito per l'immagazzinamento e l'amministrazione dei raccolti di frumento. Oggi ospita l'Agenzia del Turismo ed è sede di esposizioni e mostre.
- Casa parrocchiale, nata come ospedale reale fondato ai tempi della conquista del Regno di Granada.

## Amministrazione

### Gemellaggi
- Ambato, dal 1990
- Baiona, dal 1990
- Briviesca , dal 1998
- Guanajuato, dal 1997
- Magdalena del Mar, dal 1986
- Ocotal, dal 1987
- Palos de la Frontera, dal 1982
- San Miguel de Allende, dal 1985
- Santa Cruz, dal 1988
- Santa Fe (Argentina), dal 1981
- Santa Fe, dal 1984
- Santa Fe, dal 1983
- Santa Fé de Bogotá, dal 1982
- Santa Fe de Sorte, dal 1989
- Valparaíso, dal 1991
- Vire, dal 1988